# Djelida
Djelida (în arabă جليدة) este o comună din provincia Aïn Defla, Algeria.
Populația comunei este de 36.076 de locuitori (2008).